# 早稲田実業学校高等部野球部わいせつ事件
早稲田実業学校高等部野球部わいせつ事件（わせだじつぎょうがっこうこうとうぶやきゅうぶわいせつじけん）は、日本で起きた性犯罪。

## 概要
2019年に早稲田実業学校高等部の野球部に在籍する生徒Cが、彼女との性交の様子の動画を撮影してスマートフォンに保存した。この動画が保存されているスマートフォンを、他の野球部員AとBが持ち主であるCに無断でロックを解除して操作した。その時にこの動画を発見して、AirDropで野球部員間で拡散した。拡散された動画は、野球部員以外の人にも拡散されて見られるようになっていた。学校は9月5日頃にこの問題を把握し、動画を撮影したC、拡散のきっかけをつくったAとB、野球部以外に拡散したDとEの5人を自宅謹慎とした。
2019年9月13日に東京都内で日本学生野球協会による審査室会議が開かれ、9月9日にも部員9人による問題行動が行われていたことが明らかになった。こうした問題を受け、早稲田実業学校高等部野球部は同年9月12日から12月11日までの3か月間対外試合禁止となった。同9月13日、早稲田実業学校高等部野球部がその年の秋季東京都高等学校野球大会への出場を辞退することが明らかになった。理由は複数の部員による問題行動があったためとされた。翌9月14日には学校が正式に出場辞退を発表、校長自らが各方面に謝罪して、今回の件を厳粛に受け止め今後は更にきめ細かく手厚い生徒指導を心がけていくこととした。この大会は次の選抜高等学校野球大会の出場への重要な参考資料となる大会であり、9月15日には錦城学園高等学校との初戦が予定されていた。9月19日に校長は改めて謝罪した上で、詳細を伏せているのは関係者への配慮や、未成年である生徒の人権やプライバシー保護を考慮したためと説明した。

## 2度目の事件
2023年11月には、早稲田実業学校高等部野球部の生徒が南大沢駅で他校の女子高生のスカートの中を盗撮していたことが明らかになった。本学の関係者は、過去に明るみに出た犯罪行為を学内の反省材料にしていなかったために、今回あってはならないことが再び起こってしまったと述べた。